# Love Is a Losing Game
Love Is a Losing Game (englisch für „Liebe ist Spiel zum Verlieren“) ist ein Lied der britischen Sängerin Amy Winehouse, das im Oktober 2006 erschien.

## Entstehung und Veröffentlichung
Das Lied wurde von der Interpretin selbst getextet und komponiert. Für die Produktion zeichnete Mark Ronson verantwortlich.
Die Erstveröffentlichung von Love Is a Losing Game erfolgte am 27. Oktober 2006 bei Island Records, als Teil von Winehoauses zweiten Studioalbum Back to Black (Katalognummer: 174 130-3). Am 19. November 2007 erschien das Lied als fünfte Singleauskopplung aus dem Album. Diese erschien weltweit in verschiedenen Ausführungen als CD und Download, darunter als 2-Track-Single mit einem Remix der Moody Boyz (Katalognummer: AMY7PRO2).

## Inhalt
Love Is a Losing Game handelt von der schmerzhaften Erkenntnis, dass eine Beziehung, die auf Liebe basiert, letztendlich zum Scheitern verurteilt ist. Das Lied beschreibt die Gefühle von Bedauern und Verlust, die entstehen, wenn eine Beziehung, die als vielversprechend begann, zu einer Quelle von Schmerz und Leid wird.

## Musikvideo
Zu Love Is a Losing Game erschienen zwei offizielle Musikvideos, eines entstand unter der Regie von Hamish Hamilton. Es zeigt Winehouse singend und weinend auf einem Konzert. Bis Juni 2025 zählte es über 88 Millionen Aufrufe auf der Videoplattform YouTube.

## Kommerzieller Erfolg

### Chartplatzierungen
| ChartsChartplatzierungen     | Höchstplatzierung | Wochen |
| ---------------------------- | ----------------- | ------ |
| Vereinigtes Königreich (OCC) | 33 (7 Wo.)        | 7      |

### Auszeichnungen für Musikverkäufe
| Land/Region                  | Auszeichnungen für Musikverkäufe (Land/Region, Auszeichnung, Verkäufe) | Verkäufe |
| ---------------------------- | ---------------------------------------------------------------------- | -------- |
| Brasilien (PMB)              | 2× Platin                                                              | 120.000  |
| Italien (FIMI)               | Gold                                                                   | 15.000   |
| Spanien (Promusicae)         | Gold                                                                   | 30.000   |
| Vereinigtes Königreich (BPI) | Platin                                                                 | 600.000  |
| Insgesamt                    | 2× Gold · 3× Platin ·                                                  | 765.000  |

Hauptartikel: Amy Winehouse/Auszeichnungen für Musikverkäufe

## Coverversion
- 2018: Nana Mouskouri[6]